# Hillesheim (powiat Vulkaneifel)
Hillesheim – miasto w Niemczech, w kraju związkowym Nadrenia-Palatynat, w powiecie Vulkaneifel, wchodzi w skład gminy związkowej Gerolstein. Do 31 grudnia 2018 siedziba gminy związkowej Hillesheim.